# Juru
Juru (Kinyarwanda Umurenge wa Juru) ist einer von 15 Sektoren im Distrikt Bugesera in der Ostprovinz von Ruanda.

## Geographie
Juru hat eine Fläche von 81,3 km² und liegt auf einer Höhe von etwa 1550 m im Nordosten des Distrikts Bugesera. Der Sektor unterteilt sich in die fünf Zellen Kabukuba, Mugorore, Juru, Rwinume und Musovu. Nachbarsektoren sind im Norden Masaka, im Nordosten Nyakaliro, im Osten Karenge, im Südosten Rukumberi, im Süden Rilima und im Westen Mwogo. Die Ostgrenze bildet der durch Sumpfgebiet fließende Nyabarongo. An der Südgrenze des Sektors liegt der Gashanga-See.

## Bevölkerung
Zur Volkszählung von 2022 betrug die Einwohnerzahl 33.753 Einwohner. Zehn Jahre zuvor waren es 23.673, was einem jährlichen Bevölkerungszuwachs von 3,6 Prozent zwischen 2012 und 2022 entspricht.

## Verkehr
Durch den Sektor verlaufen mehrere District Roads, die Stand 2022 nicht asphaltiert sind.